# 浮島とも子
浮島 とも子（浮島 智子、うきしま ともこ、1963年2月1日 - ）は、日本の政治家、元バレリーナ。公明党所属の衆議院議員（5期）。本名、井之上 智子。
参議院議員（1期）、文部科学大臣政務官、内閣府大臣政務官兼環境大臣政務官、内閣府副大臣兼文部科学副大臣、衆議院総務委員長などを歴任した。

## 経歴
東京都新宿区に生まれる。東京立正高等学校卒業。
1984年、香港ロイヤルバレエ団でプリンシパルダンサーとして活動。1994年、アメリカ合衆国に渡る。1995年、オハイオ州のデイトン・バレエ団に入団し、プリンシパルダンサーとして舞台を務める。
1996年、阪神・淡路大震災の報せを受けて帰国し、ボランティア活動を開始。その過程で劇団「夢」サーカスを設立し、被災した神戸から芸術の力で歓喜を巻き起こした。
2004年7月11日、第20回参議院議員通常選挙に公明党公認で全国比例区（大阪･京都･和歌山･三重重点）から立候補し、約75万票を得て初当選した。
2008年8月、福田康夫改造内閣において文部科学大臣政務官に就任。
2010年7月11日、第22回参議院議員通常選挙に公明党公認で全国比例区から立候補し、約45万票を得たが落選する（落選者の個人名得票としては、2019年に山本太郎に抜かれるまで当時史上最多だった）。
2012年3月1日、次期衆議院総選挙への立候補を表明。同年12月16日、第46回衆議院議員総選挙に公明党公認で比例近畿ブロックより立候補し（比例単独・名簿登載順位第2位）、衆議院議員として初当選を果たす。
2013年9月30日、第2次安倍内閣において環境大臣政務官に就任（2014年9月、退任）。
2014年12月14日、第47回衆議院議員総選挙に公明党公認で比例近畿ブロックより立候補し（比例単独・名簿登載順位第2位）、再選。
2017年10月22日、第48回衆議院議員総選挙に公明党公認で比例近畿ブロックより立候補し（比例単独・名簿登載順位第2位）、3選。
2018年10月4日、第4次安倍改造内閣において文部科学副大臣（教育・スポーツ担当）兼内閣府副大臣（東京五輪担当）に就任。
2021年10月31日、第49回衆議院議員総選挙に公明党公認候補で比例近畿ブロックより立候補し（比例単独・名簿登載順位第2位）、4選。
2024年10月27日、第50回衆議院議員総選挙に公明党公認候補で比例近畿ブロックより立候補し（比例単独・名簿登載順位第2位）、5選。
第50回衆議院議員総選挙で公明党が大阪の小選挙区で擁立した候補者全員が落選したことを受け、2025年1月20日、佐藤茂樹に代わって大阪3区の党総支部長に就任することが発表される。選挙管理委員会に異動届を提出し、同年2月1日、大阪3区からの立候補を正式に表明した。

## 政策
- 村山談話・河野談話を見直すべきでない[13]。
- 選択的夫婦別姓制度導入に賛成[14]。

## 人物
- フジテレビの『奇跡体験!アンビリバボー』で浮島の活動が取り上げられたことがある。
- テレビ朝日の『ビートたけしのTVタックル』ではホームレスの経験を告白した。
- 好きなバレエの演目は『ロミオとジュリエット』『ジゼル』。趣味は映画鑑賞、音楽鑑賞、料理など[15]。
- 尊敬する人はチャーリー・チャップリン、アウンサンスーチー[15]。
- 好きな食べ物はフルーツ、和菓子、チョコレートなど[15]。

## 現在の役職

### 公明党
- 中央規律委員会 委員長
- 政務調査会 副会長
- 女性委員会 副委員長
- 文化芸術振興会議 議長
- 文化芸術局長
- 文部科学部会 部会長
- 大阪府本部 副代表
- 各府県本部顧問（和歌山・奈良・京都・滋賀）

## 過去の役職

### 内閣
- 文部科学大臣政務官（福田康夫改造内閣）
- 環境大臣政務官（第2次安倍内閣）
- 文部科学副大臣 兼 内閣府副大臣（東京オリンピック・パラリンピック競技大会、ラグビーワールドカップ担当）（第4次安倍第1次改造内閣）

### 衆議院
- 経済産業委員長
- 青少年問題に関する特別委員会理事
- 予算委員会委員

### 公明党
- 参院国会対策副委員長

## 所属団体・議員連盟
- 日中友好議員連盟
- 日韓議員連盟幹事・未来委員会副委員長

## 選挙歴
| 当落 | 選挙                     | 執行日         | 年齢 | 選挙区           | 政党   | 得票数     | 得票率 | 定数 | 得票順位 /候補者数 | 政党内比例順位 /政党当選者数 |
| ---- | ------------------------ | -------------- | ---- | ---------------- | ------ | ---------- | ------ | ---- | ------------------ | ---------------------------- |
| 当   | 第20回参議院議員通常選挙 | 2004年07月11日 | 41   | 参議院比例区     | 公明党 | 77万3749票 | ーー   | 48   | /                  | 6/8                          |
| 落   | 第22回参議院議員通常選挙 | 2010年07月11日 | 47   | 参議院比例区     | 公明党 | 44万5068票 | ーー   | 48   | /                  | 7/6                          |
| 当   | 第46回衆議院議員総選挙   | 2012年12月16日 | 49   | 比例近畿ブロック | 公明党 | ーー票     | ーー   | 29   | /                  | 2/4                          |
| 当   | 第47回衆議院議員総選挙   | 2014年12月14日 | 51   | 比例近畿ブロック | 公明党 | ーー票     | ーー   | 29   | /                  | 2/4                          |
| 当   | 第48回衆議院議員総選挙   | 2017年10月22日 | 54   | 比例近畿ブロック | 公明党 | ーー票     | ーー   | 28   | /                  | 2/4                          |
| 当   | 第49回衆議院議員総選挙   | 2021年10月31日 | 58   | 比例近畿ブロック | 公明党 | ーー票     | ーー   | 28   | /                  | 2/3                          |
| 当   | 第50回衆議院議員総選挙   | 2024年10月27日 | 61   | 比例近畿ブロック | 公明党 | ーー票     | ーー   | 28   | /                  | 2/3                          |